# Somssich-kastély (Kaposújlak)
A Somssich-kastély a Somogy vármegyei Kaposújlak egyik műemléke. A 20. század végétől szállodaként működik.

## Története
A kastély a Szarkavár nevű helyen található, amely valószínűleg az 1443-ban Kaposvár részeként felsorolt Szarkaberki faluról és az egykor itt állt földvárról kapta a nevét. A területen több sáncot is feltártak, valamint a Hunyadiak korából származó pénzeket és fegyvereket találtak. A birtokot gróf Somssich Pongrác 1824-ben vásárolta meg, majd 1831-ben felépíttette a kastélyt. Az épület ekkor még nem mai formáját mutatta, azt csak az 1885-ös, Somssich József általi átépítés és kibővítés után kapta: ekkor építették hozzá a keleti bejáratnál található, két oszlopos erkélyt, valamint az északi homlokzatot ekkor toldották meg neoreneszánsz stílusjegyeket mutató, földszintes, lapos tetős, mellvédfallal ellátott résszel. A régi, klasszicista kastély a mai eklektikus épületnek a középső tömbjét képezi.
Ugyancsak Somssich József építtette a kastély melletti, bástyaszerűen díszített víztornyot is. A második világháború idején a parkban internálótábor működött, az itt elhunytak emlékére a kápolna mellett 2002-ben keresztet emeltek. A kápolnában található négy oltárképet szintén Somssich József festette, erre utal a bejárat melletti márványtábla felirata is: PIetate PanCratII SoMssICh ereCta FILIo Iosepho aDornata. A ma szintén műemléki védettségű Somssich-mauzóleumot 1874-ben építették.
A birtok 1944-ig volt a Somssich családé, majd államosították. 1997-ben vásárolta meg az Esküdt és Társa Kft., 2012-ben pedig egy magyar és egy külföldi magánszemélyhez került át az üzemeltetése.

## Érdekességek
- A Somssich-kastélyban és környékén forgatták a Szevasz, Vera! című játékfilm jeleneteinek egy részét, a filmben a Szarkavár elnevezés is többször elhangzik.

## Képek

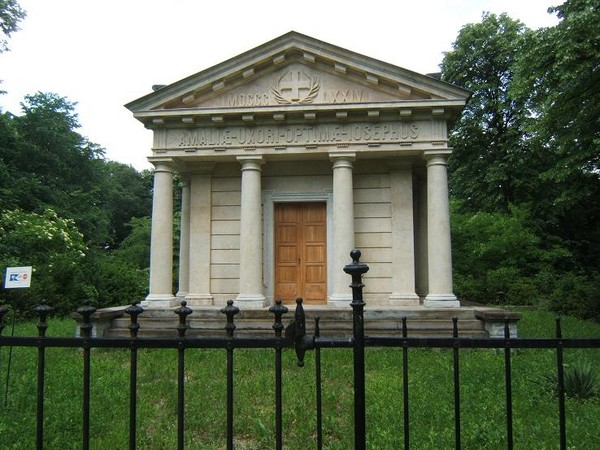
A mauzóleum
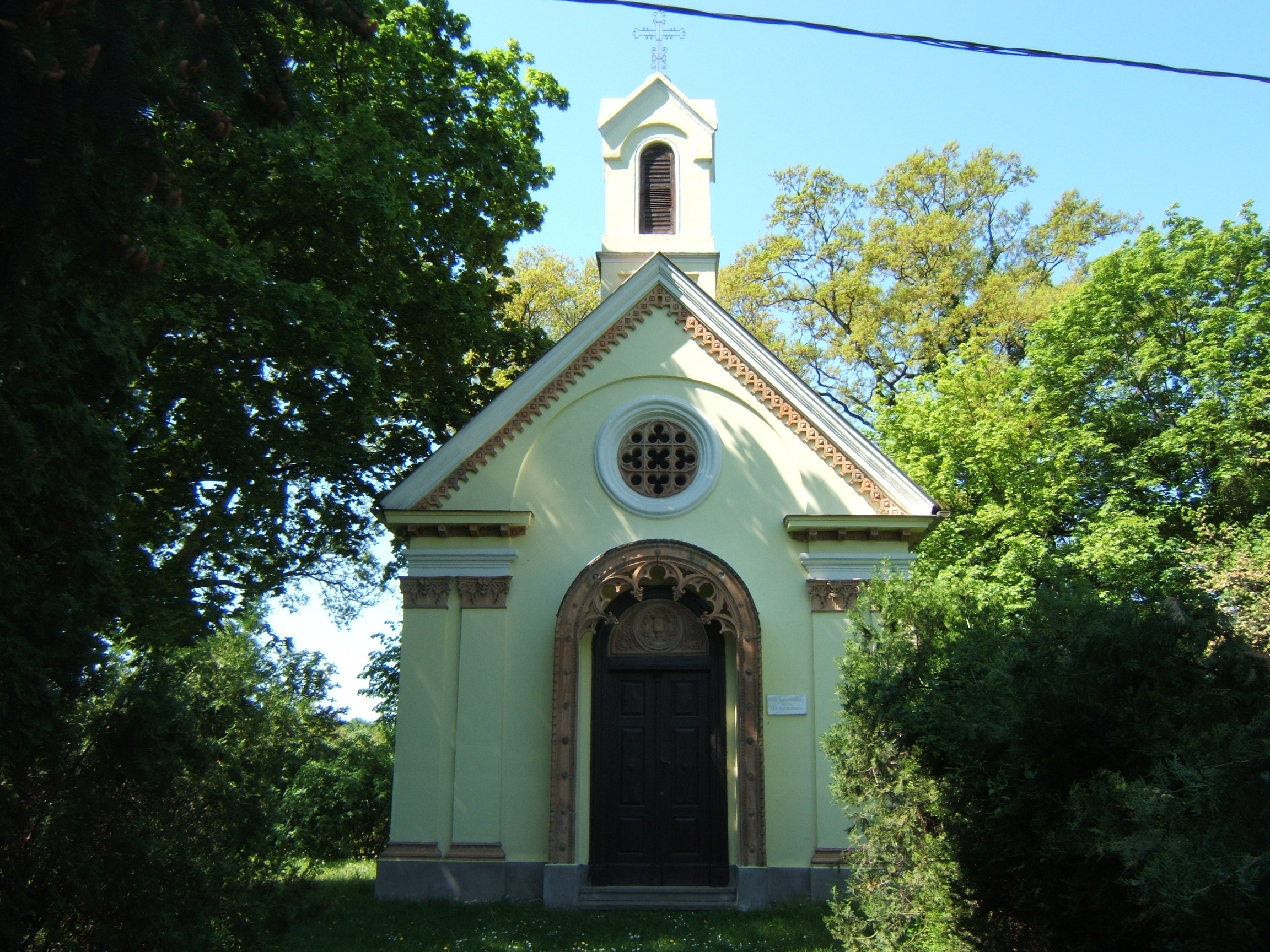
A kápolna